# Stenhomalus
Stenhomalus är ett släkte av skalbaggar. Stenhomalus ingår i familjen långhorningar.

## Dottertaxa tillStenhomalus, i alfabetisk ordning[1]
- Stenhomalus ater
- Stenhomalus baibarensis
- Stenhomalus basilewskyi
- Stenhomalus bicolor
- Stenhomalus bilocularis
- Stenhomalus carbonarius
- Stenhomalus cephalotes
- Stenhomalus clarinus
- Stenhomalus cleroides
- Stenhomalus complicatus
- Stenhomalus coomani
- Stenhomalus couturieri
- Stenhomalus duffyi
- Stenhomalus eggeri
- Stenhomalus erythrothorax
- Stenhomalus fenestratus
- Stenhomalus figuratus
- Stenhomalus foveipennis
- Stenhomalus ghesquierei
- Stenhomalus horarius
- Stenhomalus humilis
- Stenhomalus japonicus
- Stenhomalus komiyai
- Stenhomalus kubani
- Stenhomalus kumaso
- Stenhomalus kusakabeorum
- Stenhomalus lateralis
- Stenhomalus longicornis
- Stenhomalus mecops
- Stenhomalus muneaka
- Stenhomalus murzini
- Stenhomalus nagaoi
- Stenhomalus nigerrimus
- Stenhomalus nugalis
- Stenhomalus odai
- Stenhomalus ogoouensis
- Stenhomalus ornatrix
- Stenhomalus overbecki
- Stenhomalus pallidus
- Stenhomalus parallelus
- Stenhomalus punctatum
- Stenhomalus rajaampatensis
- Stenhomalus ruficollis
- Stenhomalus saleuicola
- Stenhomalus satoi
- Stenhomalus sericeus
- Stenhomalus sexmaculatus
- Stenhomalus suturalis
- Stenhomalus takaosanus
- Stenhomalus taoi
- Stenhomalus tetricus
- Stenhomalus togoensis
- Stenhomalus translucidus
- Stenhomalus unicolor
- Stenhomalus wakejimaorum
- Stenhomalus werneri
- Stenhomalus versicolor
- Stenhomalus v-fuscum
- Stenhomalus y-pallidum